# Janko Mišić
Janko Mišić (Slani Dol kraj Samobora, 1900. – Samobor, 27. srpnja 1929.), bio je hrvatski komunist i jedan od sedmorice sekretara SKOJ-a.

## Životopis
Janko Mišić rođen je 1900. godine u selu Slani Dol kraj Samobora. Bio je učenik u Trgovačkoj akademiji u Zagrebu. Bio je jedan od osnivača Saveza komunističke omladine Jugoslavije u Zagrebu 1919. godine. Godine 1921., bio je uhićen, kao član terorističke organizacije „Crvena pravda”, zbog sudjelovanja u atentatu na ministra unutarnjih poslova, Milorada Draškovića.
Od 1922. godine bio je član Mjesnog komiteta SKOJ-a za Zagreb i član Pokrajinskog komiteta SKOJ-a za Hrvatsku i Slavoniju. Zajedno s Mijom Oreškim i Francom Klopčičem pokrenuo je i uređivao glasilo SKOJ-a, Mladi boljševik. Sa Zlatkom Šnajderom je uređivao list Omladinska borba, a bio je i suradnikom u Borbi.
U lipnju 1924. godine bio je delegat SKOJ-a na Četvrtom kongresu Komunističke omladinske internacionale u Moskvi. U proljeće i ljeto 1925. godine, bio je sekretar Centralnog komiteta SKOJ-a. Od kolovoza 1926. do rujna 1928. godine, bio je u Moskvi kao student na Sverdlovskom fakultetu.
Od jeseni 1928. godine bio je organizacijski sekretar CK SKOJ-a. Nakon proglašenja Šestosiječanjske diktature i hapšenja Paje Marganovića 1929. godine, zajedno s Mijom Oreškim rukovodio je radom SKOJ-a, najprije iz Zagreba, a zatim iz Samobora.
Policija je 27. srpnja 1929. godine otkrila njihovo sklonište u Samoboru i blokirala ga. Braća Mijo i Slavko Oreški tada su ubijeni a Janko Mišić izvršio je samoubojstvo.
Pokopan je u Grobnici narodnih heroja na zagrebačkom groblju Mirogoju.